# Calceolaria bullata
Calceolaria bullata är en toffelblomsväxtart som beskrevs av U. Molau. Calceolaria bullata ingår i släktet toffelblommor, och familjen toffelblomsväxter. Inga underarter finns listade i Catalogue of Life.